# ジョン・スメドレー (コンピュータゲーム)
ジョン・スメドレー(John Smedley、1968年8月27日〜)はデイブレイクゲームカンパニー(旧ソニーオンラインエンタテインメント)の元社長。

## 若年
スメドレーは1968年8月27日に生まれた。彼は『ダンジョンズ&ドラゴンズ』などのテーブルトークRPGに深入りするようになり、後にそれが彼に『エバークエスト』のアイディアを与えた。彼はサンディエゴの「Mt. カーメル高校」に通学し、卒業後はサンディエゴ州立大学に通った。

## 経歴
1990年代初期、スメドレーは契約ゲームを制作する開発企業「Knight Technologies」を始めた。
スメドレーはオリジナルの『エバークエスト』の制作・開発に関わり、「Verant Interactive, Inc.」の共同創設者となった。同社は2000年にソニー・ピクチャーズエンタテインメントに買収され、社名が「ソニーオンラインエンタテインメント」(SOE)となった。
2007年には、サブスクリプションモデルを超えたビジネスモデルの拡大や、当時男性が消費者の85％を占めていたユーザーのバランスを取るための女性消費者の追求などソニーオンラインエンターテイメントの方向性を変更したと発表した。
2014年8月24日、ハッカーグループ「リザードスクワッド」はジョン・スメドレーが搭乗している飛行機(テキサス州ダラス発カリフォルニア州サンディエゴ行のアメリカン航空機362便)に爆弾が仕掛けられていると通報した。これにより同機はアリゾナ州フェニックスに緊急着陸することになった。
2015年7月22日、Twitterでリザードスクワッドのメンバーを脅した後、スメドレーはデイブレイクゲームの社長及びCEOの職を辞した。辞任から4ヶ月後、スメドレーは彼自身のゲーム開発企業のスタートアップ「Pixelmage games」とゲーム『Hero's Song』を発表した。2017年1月、Pixelmageはスタジオの閉鎖及びHero's Songの開発を終了すると発表した。 彼は現在アマゾンゲームスタジオ・サンディエゴオフィスのゼネラルマネージャーを務めている。